# Atlapetes fuscoolivaceus
El gorrión montés oliváceo o saltón de cabeza oscura (Atlapetes fuscoolivaceus) es una especie de ave de la familia Passerellidae, endémica de Colombia.

## Hábitat
Vive en los Andes, entre los 1.600 y 2.400 m de altitud, en los arbustos del brde del bosque y en prados arbolados.

## Descripción
Mide 18 cm de longitud. Presenta la cabeza y banda malar negras parduzcas; el resto de las partes superiores oliva negruzco, con las alas y la cola más oscuras; las partes inferiores son de color amarillo brillante, con matices oliváceos en los flancos.